# Установка дегідрогенізації пропану в Таррагоні
Установка дегідрогенізації пропану в Таррагоні – підприємство нафтохімічної промисловості на північному сході Іспанії в Каталонії. Розташоване у приморському місті Таррагона за шість десятків кілометрів на захід по узбережжю від Барселони.
Традиційно головним шляхом виробництва другого за масовістю продукту органічної хімії – пропілену, є його отримання разом з етиленом на установках парового крекінгу. Втім, існували й спеціально створені для продукування пропілену установки, популярність яких стала стрімко зростати внаслідок «сланцевої революції» (передусім, нові виробництва в США та Китаї). Втім, іспанська установка передувала зазначеній «революції» та розраховувалась на використання пропану, постаченого з Алжиру (країна має потужні нафтогазову промисловість, яка виробляє в тому числі зріджені вуглеводневі гази). Саме тому проект реалізували спільно німецький хімічний концерн BASF (51%) та алжирська Sonatrach (49%).
Установка виробляє пропілен шляхом дегідрогенізації пропану та має потужність у 350 тисяч тонн на рік. Угоду про її спорудження уклали в 1999-му, будівництво почалось у вересні 2000-го та завершилось 2003-го (офіційне введення в експлуатацію припало на березень наступного року). Вартість проекту склала 200 млн доларів США. Технологію гідрогенізації для установки розробила компанія UOP (Honeywell).
Виробництво потребує великої кількості електроенергії та пари, тому воно було ув’язане з введеною в експлуатацією у 2002-му парогазовою елктростанцією комбінованого циклу німецької енергетичної компанії RWE. При цьому залишкові гази установки дегідрогенізації спрямовуються для спалювання на ТЕС, заміщуючи в рік до 57 млн м3 природного газу.
Для прийому сировини (пропану) в порту Таррагони споруджений відповідний резервуар. Продукція самої установки використовується для полімеризації у поліпропілен.